# Atlanta (televisieserie)
Atlanta is een Amerikaanse televisieserie met onder andere Donald Glover in een hoofdrol. De serie werd vanaf 6 september, 2016 tot en met 10 november, 2022 uitgezonden door de Amerikaanse tv-zender FX. Atlanta werd door critici zeer goed ontvangen. De serie won twee Golden Globe-awards en twee Primetime Emmy-awards. In 2022 plaatste het tijdschrift Rolling Stone Atlanta op plaats 9 van beste tv-series aller tijden. 

## Verhaal
De serie gaat over Earnest Earn Marks (Donald Glover), die in Atlanta woont. Hij probeert zijn leven te verbeteren voor zijn ex-vriendin (de moeder van zijn dochter), zijn ouders en zijn neef, die rapt onder het alias "Paper Boi". Nadat hij de Princeton-universiteit verlaten heeft, moet Earn werk gaan zoeken. Hij heeft geen geld en geen plek om te leven, dus slaapt hij steeds bij zijn ouders of zijn ex-vriendin. Als hij zich realiseert dat zijn neef aan het doorbreken is met rappen, besluit Earn om contact te zoeken met zijn neef, om wat te maken van zijn leven en vooral een beter leven te creëren voor zijn dochter Lotti.

## Rolverdeling

### Hoofdrollen
- Donald Glover als Earnest "Earn" Marks, voormalig Princeton-student. Hij wordt de manager van zijn neef Paper Boi om diens rapcarrière van de grond te krijgen.
- Brian Tyree Henry als Alfred "Paper Boi" Miles, een bekender wordende rapper die maar moeilijk kan omgaan met bekendheid. Hij is Earns neef.
- Keith Stanfield als Darius, Alfreds excentrieke beste vriend. Hij is van Nigeriaanse afkomst en een complotdenker.
- Zazie Beetz als Vanessa "Van" Keefer, Earns ex-vriendin en de moeder van zijn dochter.

### Bijrollen (seizoen 1)
- Harold House Moore als Swiff
- Griffin Freeman als Dave
- Emmett Hunter als Ahmad White
- Cranston Johnson als Deshawn
- Myra Lucretia Taylor als Mrs. Marks
- Isiah Whitlock Jr. als Raleigh Marks
- Austin Crute als een fictieve Afro Amerikaanse versie van Justin Bieber
- Jaleel White als zichzelf
- Lloyd als zichzelf
- Migos als Alfred's drugsdealers
- Cranston Johnson als Deshawn, Alfred's vriend
- Lucius Baston als Chris, een club-eigenaar die probeert Earn op te lichten
- Alano Miller als Franklin Montague, een pretentieuze presentator
- Niles Stewart als Antoine Smalls, een Afro Amerikaanse tiener die ervan is overtuigd dat hij een 35-jarige blanke man is

### Bijrollen (seizoen 2)
- Khris Davis als Tracy, Alfred's vriend die recentelijk heeft vastgezeten in de gevangenis
- RJ Walker als Clark County, een egoïstische, commerciële rapper. Waarschijnlijk een parodie op Chance the Rapper
- Katt Williams als Willy, Earn en Alfred's oom. Hij heeft een Alligator als huisdier
- Danielle Deadwyler als Tami, een vriendin van Vanessa
- Gail Bean als Nadine, een vriendin van Vanessa
- Adriyan Rae als Candice, een vriendin van Vanessa
- Michael Vick als zichzelf
- Donald Glover als Teddy Perkins, een voormalig zanger en de antagonist in de gelijknamige aflevering. Een parodie op Michael Jackson.
- Derrick J. Haywood als Benny Hope, een voormalige pianist en de broer van Teddy Perkins

Bijrollen (seizoen 3)
- Jonathan Huisman als Police Agent Fons

## Afleveringen

### Seizoen 1
| Nr. | Titel Aflevering       | Uitzenddatum VS   |
| --- | ---------------------- | ----------------- |
| 1   | The Big Bang           | 6 september 2016  |
| 2   | Streets on Lock        | 6 september 2016  |
| 3   | Go for Broke           | 13 september 2016 |
| 4   | The Streisand Effect   | 20 september 2016 |
| 5   | Nobody Beats the Biebs | 27 september 2016 |
| 6   | Value                  | 4 oktober 2016    |
| 7   | B.A.N.                 | 11 oktober 2016   |
| 8   | The Club               | 18 oktober 2016   |
| 9   | Juneteenth             | 25 oktober 2016   |
| 10  | The Jacket             | 1 november 2016   |

### Seizoen 2
| Nr. | Titel Aflevering    | Uitzenddatum VS |
| --- | ------------------- | --------------- |
| 1   | Alligator Man       | 1 maart 2018    |
| 2   | Sportin' Waves      | 8 maart 2018    |
| 3   | Money Bag Shawty    | 15 maart 2018   |
| 4   | Helen               | 22 maart 2018   |
| 5   | Barbershop          | 29 maart 2018   |
| 6   | Teddy Perkins       | 5 april 2018    |
| 7   | Champagne Papi      | 12 april 2018   |
| 8   | Woods               | 19 april 2018   |
| 9   | North of the Border | 26 april 2018   |
| 10  | FUBU                | 3 mei 2018      |
| 11  | Crabs in a Barrel   | 10 mei 2018     |

### Seizoen 3
| Nr. | Titel Aflevering              | Uitzenddatum VS |
| --- | ----------------------------- | --------------- |
| 1   | Three Slaps                   | 24 maart 2022   |
| 2   | Sinterklaas is Coming To Town | 24 maart 2022   |
| 3   | The Old Man and the Tree      | 31 maart 2022   |
| 4   | The Big Payback               | 7 april 2022    |
| 5   | Cancer Attack                 | 14 april 2022   |
| 6   | White Fashion                 | 21 april 2022   |
| 7   | Trini 2 De Bone               | 28 april 2022   |
| 8   | New Jazz                      | 5 mei 2022      |
| 9   | Rich Wigga, Poor Wigga        | 12 mei 2022     |
| 10  | Tarrare                       | 19 mei 2022     |

### Seizoen 4
| Nr. | Titel Aflevering              | Uitzenddatum VS   |
| --- | ----------------------------- | ----------------- |
| 1   | The Most Atlanta              | 15 september 2022 |
| 2   | The Homeliest Little Horse    | 15 september 2022 |
| 3   | Born 2 Die                    | 22 september 2022 |
| 4   | Light Skinned-ed              | 29 september 2022 |
| 5   | Work Ethic!                   | 6 oktober 2022    |
| 6   | Crank Dat Killer              | 13 oktober 2022   |
| 7   | Snipe Hunt                    | 20 oktober 2022   |
| 8   | The Goof Who Sat By the Door  | 27 oktober 2022   |
| 9   | Andrew Wyeth. Alfred's World. | 3 november 2022   |
| 10  | It Was All a Dream            | 10 november 2022  |

## Ontvangst
De serie werd in Amerika zeer goed ontvangen en kreeg veel positieve reacties. Vooral het behandelen van controversiële thema's op een komische manier werd zeer gewaardeerd.

## Gewonnen prijzen
Emmy Awards
- 2017 - Outstanding Lead Actor in a Comedy Series - Donald Glover
- 2017 - Outstanding Directing for a Comedy Series - Donald Glover

Golden Globe Awards
- 2017 - Best Television Series – Musical or Comedy - Atlanta
- 2017 - Best Actor in a Television Series - Musical or Comedy - Donald Glover

Writers Guild of America Awards
- 2017 - Comedy Series - Donald Glover, Stephen Glover, Stefani Robinson, Paul Simms
- 2017 - New Series - Donald Glover, Stephen Glover, Stefani Robinson, Paul Simms

Producers Guild of America Awards
- 2017 - Episodic Television, Comedy - Donald Glover, Dianne McGunigle, Paul Simms, Hiro Murai, Alex Orr

Critics' Choice Television Awards
- 2017 - Best Actor in a Comedy Series - Donald Glover

NAACP Image Awards
- 2017 - Outstanding Directing in a Comedy Series - Donald Glover